# Anoxybacillus flavithermus
Anoxybacillus flavithermus (lateinisches Adjektiv flavus = gelb; griechisches Adjektiv thermos = warm) wurde zunächst ungültig als Bacillus flavithermus beschrieben. Später erfolgte eine validierende Beschreibung als Anoxybacillus flavithermus.
Es handelt sich um ein thermophiles, bewegliches, gram-positive Bakterium, das ovale, stark hitzeresistente Sporen bildet, welche terminal in der Zelle in leicht angeschwollenen Sporangien liegen. Es kommt eine aquatische und eine terrestrische Form vor. Die Kolonien der aquatischen Form sind rund, glatt und gelb gefärbt. Die Kolonien der terrestrischen Form unterscheiden sich durch deren farblose bis grauen Kolonien. Anoxybacillus flavithermus ist fakultativ anaerob, Katalase-positiv und Oxidase-positiv. Es wächst bei pH-Werten von 6 bis 9. Die Wachstumstemperatur liegt zwischen 30 °C und 72 °C, sie wächst gut zwischen 45 °C und 55 °C, das Wachstumsoptimum liegt bei 60 °C (aerob) bzw. 65 °C (anaerob). Für eine selektive Anreicherung und Isolierung wird eine Temperatur von 60 °C empfohlen, da bei dieser Temperatur ein Wachstum von Bacillus licheniformis ausgeschlossen wird. Auf den gewöhnlichen Nährmedien wie PCA, DEV, BHIA und CASO-Agar  sind die Stäbchen meist deformiert.
Der Typstamm wurde aus einer heißen Quelle in Neuseeland isoliert. Das Bakterium wurde vollständig sequenziert. Anoxybacillus flavithermus kann regelmäßig aus Pasteurisierungs- und UHT-Anlagen der Milchindustrie isoliert werden. Es ist zudem ein bekannter Hauptkontaminant von Milchpulver.
Genetisch sehr ähnlich sind die Arten Anoxybacillus pushchinoensis, Anoxybacillus kamchatkensis, Anoxybacillus ayderensis, Anoxybacillus kestanbolensis und Anoxybacillus gonensis.
Bei dem Stamm SX-4 von A. flavithermus wurde ein bei Karpfen immun-stimulierende Verbindung gefunden. Es handelt sich um ein zyklisches Dipeptid. Es wurde vorgeschlagen das Immunstimulans in der Aquakultur zu verwenden, da es eine wichtige Rolle bei der Prävention von Krankheiten bei Karpfen spielen könnte.